# Preža
Preža je naselje v Občini Kočevje brez stalnih prebivalcev.